# Studánka (Březová)
Studánka (německy Schönbrunn) je samota a odlehlá místní část města Březová, pozůstatek zaniklé obce v severozápadní části Slavkovského lesa v okrese Sokolov. Nachází se při silnici II/212 ze Zlaté do Lazů. Zástavba obce se rozkládala ve svažitém údolí v délce asi 1,5 km mezi vrchy Slavkovského lesa. Dnešní zbytek zástavby se nachází na někdejším horním okraji obce, pod bezejmenným vrchem (669 m) u polní cesty do osady Dvorečky.
Samostatnou obcí se stala Studánka roku 1877, jiný zdroj uvádí rok 1886. Český název dostala v roce 1947 počeštěním německého názvu Schönbrunn, který připomíná původní pojmenování Krásná studánka. Zanikla vytvořením vojenského újezdu Prameny. 
Katastrální území o rozloze 6,13 km2 se nazývá Studánka u Březové.

## Historie
V první písemné zmínce z roku 1311 se hovoří o jakémsi Tautu ze Schönbrunu, který byl zemským soudcem v Chebu. Není však jisté, zda se jedná o Studánku. Tento Taut se psal pravděpodobně po stejnojmenné vsi u bavorského Marktredwitz. Jisté je až uvedení Studánky v 2. polovině 14. století.
Vlastnické vztahy nebyly jednoduché. V nejstarších dobách bývala leuchtenberským lénem. V době povstání českých stavů proti Habsburkům byla Studánka součástí zboží protestantského šlechtice Jaroslava Hoffmanna z Kamenného Dvora. Hoffmann uprchl po Bílé hoře před trestem ze země a jeho veškeré jmění bylo zkonfiskováno. Studánka a další Hoffmannovy vesnice byly zkonfiskovány a v roce 1630 je koupilo pět bratří Metternichů - Johann Reinhard, Karl, Emerich, Wilhelm a Lothar. V Berní rule v roce 1654 je již Studánka vedena jako součást metternichovského panství Kynšperk. Ves tehdy měla 17 domů, dva mlýny a žilo v ní 96 obyvatel. V držení Metternichů zůstala Studánka až do roku 1726, kdy celé panství převzal svobodný pán z Waterfordu. V dalších desetiletích byli majiteli panství Sitzendorfové, Mulz z Valdova, Felix Lutz ze Stahlenbergu, Georg Adam Dietl a Ernst Fleissner z Vostrovic. Roku 1840 získal celé panství August Euseb Haas s manželkou.
V letech roce 1869 až 1880 byla Studánka vedena jako osada obce Steinhof (dnešní Kamenný Dvůr) v okrese Falknov (dnešní Sokolov), v letech 1890 až 1910 jako obec v okrese Falknov, v roce 1950 jako osada obce Kostelní Bříza.
Roku 1847 měla Studánka 43 domů a 320 obyvatel. Byla tu hospoda, škola a vrchnostenský lesní úřad. Ves byla přifařena ke Smrkovci. Na počátku 20. století měla 48 popisných čísel, ale jen 242 obyvatel. V okolí se pěstoval chmel a obilí, a pokud měli obyvatelé přebytky obilí, prodávali je do Sokolova.
Po skončení druhé světové války došlo k odsunu německého obyvatelstva a do vyprázdněné obce už nepřišli noví přistěhovalci, ale jen vojáci do nově vzniklého Vojenského výcvikového prostoru Prameny.
V době jeho trvání byla obec začleněna do okresu Mariánské Lázně, při opouštění vojenského prostoru v roce 1953 rozhrnuly vojenské buldozery rozvaliny budov. K Sokolovsku byla již zaniklá obec znovu připojena až v roce 1954, kdy se stala částí obce Kostelní Bříza. Následně se stala součástí obce Březová. Po zrušení vojenského prostoru převzaly zdejší půdní a lesní fond Sdružené zemědělské a lesní závody, národní podnik Kynžvart a v sousedství zaniklé obce byla vybudována rozlehlá čtyřsethektarová obora Studánka pro daňky a muflony.
Po Studánce nezůstalo téměř nic, ves byla srovnána se zemí. Její existenci připomínají jen tři opravená hospodářská stavení při spodním okraji obce. U dvojice mohutných lip na rozcestí u cesty k zaniklé Krásné Lípě stojí hrubě tesaný balvan, památník obětem první světové války, jenž byl odhalen 7. června 1931. Obdélníková deska se jmény padlých již bohužel chybí. Rovněž chybí oválná deska s reliéfním portrétem německého vojáka. Autorem návrhu i reliéfu byl Eduard Müller z Kynšperka nad Ohří, který ztvárnil více pomníků v regionu. V horní části bývalé obce se kromě dvou kamenných božích muk zachovala ještě výklenková kaplička z 19. století.

## Obyvatelstvo
Při sčítání lidu v roce 1921 zde žilo 233 obyvatel, z nichž bylo 229 obyvatel německé národnosti, čtyři byli cizozemci. Všichni obyvatelé se hlásili k římskokatolické církvi.
| Rok            | 1869 | 1880 | 1890 | 1900 | 1910 | 1921 | 1930 | 1950 | 1961 |
| Počet obyvatel | 281  | 280  | 246  | 212  | 222  | 233  | 233  | 18   | 0    |